# Laan
Die Laan, auch Leibeek (niederländische Namen) bzw. Lasne (französischer Name) oder Lane (Wallonischer Name) ist ein 26 km langer linker Nebenfluss der Dijle in Belgien.
Sie entspringt in Wallonisch-Brabant in etwa 135 m Meereshöhe nahe der Nationalstraße 5 an einem Gehöft Passavant, etwa 2500 Meter (Luftlinie) nordwestlich von Glabais und  3,5 km  nordnordwestlich der Gemeinde Genappe, deren Kernort aber an der Dijle (französisch: Dyle) liegt.
Außer dem nach ihr benannten Lasne durchfließt sie die Gemeinde Rixensart, sowie in Flämisch-Brabant die Ortsteile Tombeek und Terlanen der Gemeinde Overijse und die ehemalige Gemeinde Sint-Agatha-Rode, Teil von Huldenberg. Dort befindet sich in etwa 40 m Meereshöhe auch ihre Mündung in die Dijle.
In Rixensart durchquert die Lasne das Siedlungsband entlang der Bahnstrecke Brüssel–Namur. Ansonsten ist ihr Tal in hügeliger Landschaft ländlich geprägt.

## Sprachliche Kuriosität
In Belgien mündet die Laan/Lasne in die Dijle/Dyle, in Deutschland die Dill in die Lahn.

## Weblink/Quelle
- niederländischer und französischer Zugang zum Geodatenserver des belgischen Nationalgeografischen Instituts.

 Achtung: Nach Weiterrücken auf den eigentlichen Kartenserver kommt man nicht mehr mit dem Retour-Button aus der Seite heraus. 